# Турци в Австрия
Турците в Австрия (на немски: Türken in Österreich; на турски: Avusturya Türkleri) са етническа група в Австрия.

## История
Турците в Австрия са гастарбайтери (гостуващи чуждестранни работници) в строителната и износната промишленост, пристигнали след споразумение с турското правителство през 1964 г. От 1973 г. политиката за насърчаване на гостуващите чуждестранни работници е прекратена и в Австрия са въведени нови имиграционни закони, първият от които през 1975 г. е Закона за определяне на квоти за разрешение за работа, а след това е приет Закон за пребиваване от 1992 г., който определя квоти за разрешение за пребиваване без право на работа. През 1997 г. е въведена нова система, а през 2006 г. са въведени допълнителни забрани.
От 70-те години на 20 век турците, които живеят и работят в Австрия, започват да се събират със семействата си и да търсят австрийско гражданство, за което е нужно да са живели в страната в продължение на 10 години.

## Численост
Според преброяването през 2001 г. в Австрия живеят 183 445 турски граждани. Според Международната група за правата на малцинствата, голяма част от турците, които живеят в Австрия, са натурализирани и броят им е между 200 000 и 300 000 души. Турците също така съставляват по-голямата част от мюсюлманите, които живеят в Австрия . Според Би Би Си броят на турците в Австрия е около 350 000 души .

## Известни личности
- Рамазан Йозджан, австрийски футболист от турски произход